# Derek Miles
Pour les articles homonymes, voir Miles.
Derek Miles (né le 28 septembre 1972 à Sacramento) est un athlète américain spécialiste du saut à la perche.

## Carrière
À 36 ans, lors des championnats des États-Unis d'athlétisme 2009 à Eugene (Oregon), il termine 2eex-æquo avec 5,75 m, réalisé au premier essai, après avoir passé deux fois 5,70 m, manqués au premier essai. À 38 ans, il décroche avec 5,66 m son premier titre américain en plein air lors des Championnats des États-Unis d'athlétisme 2011.

## Palmarès
| Date | Compétition                    | Lieu          | Résultat | Marque |
| ---- | ------------------------------ | ------------- | -------- | ------ |
| 2003 | Championnats du monde en salle | Birmingham    | 5e       | 5,70 m |
| 2003 | Championnats du monde          | Paris         | 6e       | 5,70 m |
| 2003 | Finale mondiale                | Monaco        | 5e       | 5,70 m |
| 2004 | Jeux olympiques                | Athènes       | 7e       | 5,75 m |
| 2004 | Finale mondiale                | Monaco        | 3e       | 5,70 m |
| 2005 | Finale mondiale                | Monaco        | 5e       | 5,60 m |
| 2008 | Championnats du monde en salle | Valence       | 8e       | 5,60 m |
| 2008 | Jeux olympiques                | Pékin         | 3e       | 5,70 m |
| 2008 | Finale mondiale                | Stuttgart     | 1er      | 5,80 m |
| 2009 | Championnats du monde          | Berlin        | -        | NM     |
| 2009 | Finale mondiale                | Thessalonique | 2e       | 5,60 m |
| 2009 | DécaNation                     | Paris         | 1er      | 5,70 m |
| 2010 | Championnats du monde en salle | Doha          | 4e       | 5,65 m |
| 2010 | Coupe continentale             | Split         | 3e       | 5,75 m |
| 2010 | DécaNation                     | Annecy        | 3e       | 5,60 m |
| 2011 | Championnats du monde          | Daegu         | 13e      | 5,65 m |

## Records
| Épreuve   | Performance | Lieu      | Date         |
| --------- | ----------- | --------- | ------------ |
| Extérieur | 5,82 m      | Jonesboro | 18 juin 2001 |
| Salle     | 5,85 m      | Donetsk   | 12 mai 2005  |